# 下條雄太郎
下條 雄太郎（しもじょう ゆうたろう、1986年4月1日 - ）は、長崎県壱岐市（旧勝本町）出身の競艇選手。登録番号4352。身長167cm。血液型AB型。96期。同期に篠崎元志、新田雄史、平本真之、魚谷香織らがいる。

## 来歴
- 長崎県立壱岐高等学校を卒業後、父の勧めでやまと競艇学校を受験し、1回で合格。リーグ戦勝率4.11（準優出以上なし）の成績を残した。
- 2005年5月20日、大村競艇場でデビュー（4着）。
- 2005年6月19日、福岡競艇場での一般競走2日目1Rで初勝利（9走目）。
- 2009年11月23日、鳴門競艇場での新鋭リーグ第20戦で初優勝。人気を集めた峰竜太が6着になったことで3連単75400円の高配当となった。
- 2010年1月19日、浜名湖競艇場での「G1第24回新鋭王座決定戦競走」にG1初出場。
- 2010年9月14日、尼崎競艇場での「スポーツニッポン杯争奪 伊丹市施行57周年記念」で2度目の優勝。
- 2010年11月14日、若松競艇場での「ピッグベアーズカップ」で3度目の優勝。この優勝戦で6着となった万谷章は最年長優出記録（66歳11ヶ月）を更新した。
- 2015年8月30日、蒲郡競艇場にて行われたSG第61回MB記念において、SG初優出を果たす（優勝戦は4着）。
- 2024年3月14日、宮島競艇場にて行われたG2モーターボート大賞で、大外6コースから捲りを決め、特別戦初優勝を果たす。

## 人物
- 趣味は筋トレ。趣味が昂じて自宅に本格的なトレーニングジムを作ってしまったほどで、2020年には『ボートの時間!』（サンテレビ）の企画でその自宅ジムを公開している[1]。
- 2018年の年末には『SASUKE』（TBSテレビ）に出場したが、1stステージ「ドラゴングライダー」でリタイアとなった。[2]。